# 文正 (谥号)
文正，中國古代諡號。清朝時，文正為最尊貴諡號，僅有八人。

## 來源
据《逸周書·諡法解》：
文：經緯天地曰文；道德博聞曰文；慈惠愛民曰文；愍民惠禮曰文；賜民爵位曰文；勤學好問曰文；博聞多見曰文；忠信接禮曰文；能定典禮曰文；經邦定譽曰文；敏而好學曰文；施而中禮曰文；修德來遠曰文；剛柔相濟曰文；修治班制曰文；德美才秀曰文；萬邦為憲、帝德運廣曰文；堅強不暴曰文；徽柔懿恭曰文；聖謨丕顯曰文；化成天下曰文；純穆不已曰文；克嗣徽音曰文；敬直慈惠曰文；與賢同升曰文；紹修聖緒曰文；聲教四訖曰文
正：內外賓服曰正；大慮克就曰正；內外用情曰正；清白守潔曰正；圖國忘死曰正；內外無懷曰正；直道不撓曰正；靖恭其位曰正；其儀不忒曰正；精爽齊肅曰正；誠心格非曰正；莊以率下曰正；息邪詎詖曰正；主極克端曰正；萬幾就理曰正；淑慎持躬曰正；端型式化曰正；心無偏曲曰正；守道不移曰正

## 發展
- 東晉

張昭、司馬昭、宇文泰等人，單謚“文”。王導謚文獻。
- 唐朝

魏征、陸象先、宋璟、張說謚文貞。
- 北宋

李昉、王旦謚文貞。宋仁宗時，因宋仁宗名趙禎，為避諱，文貞改為文正。及夏竦被擬定要謚為文正時，司馬光提出：“文正是謚之極美，無以復加。”司馬光認為文是道德博聞，正是靖共其位，文人道德極至。文正此後被認為是人臣極美的謚號。宋朝得文正謚號的有李昉、范仲淹、司馬光、王旦、王曾、蔡卞、黃中庸、鄭居中、蔡沈等九名。
- 元朝

吳澄、耶律楚材、劉秉忠、許衡、廉希憲、賈居貞。
- 明朝

杨士奇、徐阶谥文贞，方孝孺、李東陽、謝遷、倪元璐、劉理順（南明谥，清朝改谥文烈）。
- 清朝

湯斌、劉統勛、朱珪、曹振鏞、杜受田、曾國藩、李鴻藻、孫家鼐。